# Birger Magnusson
Pour les articles homonymes, voir Birger et Magnusson.
Birger (II) Magnusson est roi de Suède de 1290 à 1318.

## Origine
Birger Magnusson parfois nommé Birger II, fils aîné de Magnus Ladulås et petit-fils de Birger Jarl, est reconnu roi de Suède en 1290 sous la régence du marsk (« maréchal ») Torgils Knutsson (1290-1303). Il est couronné le 2 décembre 1298 à Söderköping dans le comté d'Östergötland. Il épouse le 25 novembre 1298 Marta Eriksdatter, la fille du roi Éric V de Danemark et d'Agnès de Brandebourg.

## Règne
En 1298, le roi Birger est couronné et son frère Erik Magnusson duc de Södermanland se fiance à Noël 1302 avec Ingeborg Hakonsdatter, la fille du roi de Norvège, où il est reçu avec tous les honneurs. Immédiatement après cette période de concorde, le roi se querelle avec ses frères Erik et Valdemar, qui obtient en 1302 le duché de Finlande. Les deux ducs prennent le contrôle de l'ouest de la Suède et réussissent à convaincre Birger de faire exécuter au début de 1306 Torgils Knutsson, accusé faussement de trahir le roi.
La même année, le roi Birger est fait prisonnier par ses frères à Håtuna dans l'Uppland et emprisonné dans le château de Nyköping.
Cette félonie provoque une intervention d'Éric VI de Danemark et d'Hakon de Norvège qui oblige les ducs à libérer leur prisonnier, mais le roi doit prêter un serment humiliant le 3 mars 1308 afin de conserver son royaume qui l’oblige à ne pas chercher à se venger.
Malgré ses serments, il s'allie avec Éric VI de Danemark et la guerre civile se poursuit entre 1308 et 1310. Les deux duc maîtres du royaume doivent lutter contre le Danemark et la Norvège. La paix est conclue avec les deux États voisins.
Birger est toutefois obligé de partager le royaume avec ses deux frères le 28 juillet 1310 à la paix de Helsingborg. Le roi conserve l'est du royaume avec le Hälsingland, le Fjädrundaland (en Uppland) le Närke, le Södermanland une partie du Västmanland, l'Östergötland le Smaland, l'île de Gotland et la forteresse de Vyborg en Finlande. Les ducs contrôlent l'ouest du royaume, une importante partie de l'Uppland, la Finlande et les forteresses de Kalmar Borgholm et Stockholm.
Le 29 septembre 1312, les deux princes épousent deux princesses norvégiennes, Erik l'héritière du trône Ingeborg Hakonsdatter, la fille du roi Håkon V de Norvège, et Valdemar Ingeborg Eriksdatter, la fille d'Éric II de Norvège, qui occupait la seconde place dans l'ordre de succession.
Birger décide alors de se débarrasser de ses deux frères et il les fait arrêter au cours d'un banquet en décembre 1317 ; ils meurent en prison à Nyköping au début de 1318.
Les partisans de ses frères se soulèvent et les troupes du roi Birger sont défaites le 1er novembre 1318 en Scanie. Le roi est déposé et se réfugie d'abord à Visby. Mats Kättilmundson est nommé drots et capitaine du royaume les partisans de Birger sont définitivement vaincus et tués. Le roi s'enfuit au Danemark où il meurt le 31 mai 1321. Il est inhumé dans l’église Saint-Bendt à Ringsted. Son fils Magnus Birgersson, capturé, est exécuté en 1320 à Stockholm.
C'est pendant le règne très troublé du roi Birger qu'en 1317 le collège de Linköping est fondé à Paris.

## Postérité
Birger épouse le 25 novembre 1298 Marthe de Danemark (1277-1341), une fille d'Éric V de Danemark, dont :
- Magnus Birgersson.

## Généalogie
| Birger Jarl (1210-1266)          | Birger Jarl (1210-1266)          | Birger Jarl (1210-1266)          | Birger Jarl (1210-1266)          | Birger Jarl (1210-1266)          | Birger Jarl (1210-1266)          |  |  | Ingeborg de Suède (~1212-~1254) | Ingeborg de Suède (~1212-~1254) | Ingeborg de Suède (~1212-~1254) | Ingeborg de Suède (~1212-~1254) | Ingeborg de Suède (~1212-~1254) | Ingeborg de Suède (~1212-~1254) |  |  | Gérard Ier de Holstein-Itzehoe (~1232-1290) | Gérard Ier de Holstein-Itzehoe (~1232-1290) | Gérard Ier de Holstein-Itzehoe (~1232-1290) | Gérard Ier de Holstein-Itzehoe (~1232-1290) | Gérard Ier de Holstein-Itzehoe (~1232-1290) | Gérard Ier de Holstein-Itzehoe (~1232-1290) |  |  | Élisabeth de Mecklembourg (1235-1280) | Élisabeth de Mecklembourg (1235-1280) | Élisabeth de Mecklembourg (1235-1280) | Élisabeth de Mecklembourg (1235-1280) | Élisabeth de Mecklembourg (1235-1280) | Élisabeth de Mecklembourg (1235-1280) |  |  |                                |                                |                                |                                |                                |                                |  |  |                                   |                                   |                                   |                                   |                                   |                                   |  |  |                                 |                                 |                                 |                                 |                                 |                                 |  |  |                                                                    |                                                                    |                                                                    |                                                                    |                                                                    |                                                                    |  |  |                                             |                                             |                                             |                                             |                                             |                                             |  |  |
| Birger Jarl (1210-1266)          | Birger Jarl (1210-1266)          | Birger Jarl (1210-1266)          | Birger Jarl (1210-1266)          | Birger Jarl (1210-1266)          | Birger Jarl (1210-1266)          |  |  | Ingeborg de Suède (~1212-~1254) | Ingeborg de Suède (~1212-~1254) | Ingeborg de Suède (~1212-~1254) | Ingeborg de Suède (~1212-~1254) | Ingeborg de Suède (~1212-~1254) | Ingeborg de Suède (~1212-~1254) |  |  | Gérard Ier de Holstein-Itzehoe (~1232-1290) | Gérard Ier de Holstein-Itzehoe (~1232-1290) | Gérard Ier de Holstein-Itzehoe (~1232-1290) | Gérard Ier de Holstein-Itzehoe (~1232-1290) | Gérard Ier de Holstein-Itzehoe (~1232-1290) | Gérard Ier de Holstein-Itzehoe (~1232-1290) |  |  | Élisabeth de Mecklembourg (1235-1280) | Élisabeth de Mecklembourg (1235-1280) | Élisabeth de Mecklembourg (1235-1280) | Élisabeth de Mecklembourg (1235-1280) | Élisabeth de Mecklembourg (1235-1280) | Élisabeth de Mecklembourg (1235-1280) |  |  |                                |                                |                                |                                |                                |                                |  |  |                                   |                                   |                                   |                                   |                                   |                                   |  |  |                                 |                                 |                                 |                                 |                                 |                                 |  |  |                                                                    |                                                                    |                                                                    |                                                                    |                                                                    |                                                                    |  |  |                                             |                                             |                                             |                                             |                                             |                                             |  |  |
|                                  |                                  |                                  |                                  |                                  |                                  |  |  |                                 |                                 |                                 |                                 |                                 |                                 |  |  |                                             |                                             |                                             |                                             |                                             |                                             |  |  |                                       |                                       |                                       |                                       |                                       |                                       |  |  |                                |                                |                                |                                |                                |                                |  |  |                                   |                                   |                                   |                                   |                                   |                                   |  |  |                                 |                                 |                                 |                                 |                                 |                                 |  |  |                                                                    |                                                                    |                                                                    |                                                                    |                                                                    |                                                                    |  |  |                                             |                                             |                                             |                                             |                                             |                                             |  |  |
|                                  |                                  |                                  |                                  |                                  |                                  |  |  |                                 |                                 |                                 |                                 |                                 |                                 |  |  |                                             |                                             |                                             |                                             |                                             |                                             |  |  |                                       |                                       |                                       |                                       |                                       |                                       |  |  |                                |                                |                                |                                |                                |                                |  |  |                                   |                                   |                                   |                                   |                                   |                                   |  |  |                                 |                                 |                                 |                                 |                                 |                                 |  |  |                                                                    |                                                                    |                                                                    |                                                                    |                                                                    |                                                                    |  |  |                                             |                                             |                                             |                                             |                                             |                                             |  |  |
|                                  |                                  |                                  |                                  |                                  |                                  |  |  |                                 |                                 |                                 |                                 |                                 |                                 |  |  |                                             |                                             |                                             |                                             |                                             |                                             |  |  |                                       |                                       |                                       |                                       |                                       |                                       |  |  |                                |                                |                                |                                |                                |                                |  |  |                                   |                                   |                                   |                                   |                                   |                                   |  |  |                                 |                                 |                                 |                                 |                                 |                                 |  |  |                                                                    |                                                                    |                                                                    |                                                                    |                                                                    |                                                                    |  |  |                                             |                                             |                                             |                                             |                                             |                                             |  |  |
| Magnus III de Suède (~1240-1290) | Magnus III de Suède (~1240-1290) | Magnus III de Suède (~1240-1290) | Magnus III de Suède (~1240-1290) | Magnus III de Suède (~1240-1290) | Magnus III de Suède (~1240-1290) |  |  | Helwig de Holstein (~1254-1324) | Helwig de Holstein (~1254-1324) | Helwig de Holstein (~1254-1324) | Helwig de Holstein (~1254-1324) | Helwig de Holstein (~1254-1324) | Helwig de Holstein (~1254-1324) |  |  | Éric V de Danemark (1249-1286)              | Éric V de Danemark (1249-1286)              | Éric V de Danemark (1249-1286)              | Éric V de Danemark (1249-1286)              | Éric V de Danemark (1249-1286)              | Éric V de Danemark (1249-1286)              |  |  | Agnès de Brandebourg (1257-1304)      | Agnès de Brandebourg (1257-1304)      | Agnès de Brandebourg (1257-1304)      | Agnès de Brandebourg (1257-1304)      | Agnès de Brandebourg (1257-1304)      | Agnès de Brandebourg (1257-1304)      |  |  | Håkon V de Norvège (1270-1319) | Håkon V de Norvège (1270-1319) | Håkon V de Norvège (1270-1319) | Håkon V de Norvège (1270-1319) | Håkon V de Norvège (1270-1319) | Håkon V de Norvège (1270-1319) |  |  | Euphémie de Rügen (~1289-1312)    | Euphémie de Rügen (~1289-1312)    | Euphémie de Rügen (~1289-1312)    | Euphémie de Rügen (~1289-1312)    | Euphémie de Rügen (~1289-1312)    | Euphémie de Rügen (~1289-1312)    |  |  | Torgils Knutsson (?-1306)       | Torgils Knutsson (?-1306)       | Torgils Knutsson (?-1306)       | Torgils Knutsson (?-1306)       | Torgils Knutsson (?-1306)       | Torgils Knutsson (?-1306)       |  |  | Éric II de Norvège (1268-1299)                                     | Éric II de Norvège (1268-1299)                                     | Éric II de Norvège (1268-1299)                                     | Éric II de Norvège (1268-1299)                                     | Éric II de Norvège (1268-1299)                                     | Éric II de Norvège (1268-1299)                                     |  |  | Isabelle Bruce (~1272–1358)                 | Isabelle Bruce (~1272–1358)                 | Isabelle Bruce (~1272–1358)                 | Isabelle Bruce (~1272–1358)                 | Isabelle Bruce (~1272–1358)                 | Isabelle Bruce (~1272–1358)                 |  |  |
| Magnus III de Suède (~1240-1290) | Magnus III de Suède (~1240-1290) | Magnus III de Suède (~1240-1290) | Magnus III de Suède (~1240-1290) | Magnus III de Suède (~1240-1290) | Magnus III de Suède (~1240-1290) |  |  | Helwig de Holstein (~1254-1324) | Helwig de Holstein (~1254-1324) | Helwig de Holstein (~1254-1324) | Helwig de Holstein (~1254-1324) | Helwig de Holstein (~1254-1324) | Helwig de Holstein (~1254-1324) |  |  | Éric V de Danemark (1249-1286)              | Éric V de Danemark (1249-1286)              | Éric V de Danemark (1249-1286)              | Éric V de Danemark (1249-1286)              | Éric V de Danemark (1249-1286)              | Éric V de Danemark (1249-1286)              |  |  | Agnès de Brandebourg (1257-1304)      | Agnès de Brandebourg (1257-1304)      | Agnès de Brandebourg (1257-1304)      | Agnès de Brandebourg (1257-1304)      | Agnès de Brandebourg (1257-1304)      | Agnès de Brandebourg (1257-1304)      |  |  | Håkon V de Norvège (1270-1319) | Håkon V de Norvège (1270-1319) | Håkon V de Norvège (1270-1319) | Håkon V de Norvège (1270-1319) | Håkon V de Norvège (1270-1319) | Håkon V de Norvège (1270-1319) |  |  | Euphémie de Rügen (~1289-1312)    | Euphémie de Rügen (~1289-1312)    | Euphémie de Rügen (~1289-1312)    | Euphémie de Rügen (~1289-1312)    | Euphémie de Rügen (~1289-1312)    | Euphémie de Rügen (~1289-1312)    |  |  | Torgils Knutsson (?-1306)       | Torgils Knutsson (?-1306)       | Torgils Knutsson (?-1306)       | Torgils Knutsson (?-1306)       | Torgils Knutsson (?-1306)       | Torgils Knutsson (?-1306)       |  |  | Éric II de Norvège (1268-1299)                                     | Éric II de Norvège (1268-1299)                                     | Éric II de Norvège (1268-1299)                                     | Éric II de Norvège (1268-1299)                                     | Éric II de Norvège (1268-1299)                                     | Éric II de Norvège (1268-1299)                                     |  |  | Isabelle Bruce (~1272–1358)                 | Isabelle Bruce (~1272–1358)                 | Isabelle Bruce (~1272–1358)                 | Isabelle Bruce (~1272–1358)                 | Isabelle Bruce (~1272–1358)                 | Isabelle Bruce (~1272–1358)                 |  |  |
|                                  |                                  |                                  |                                  |                                  |                                  |  |  |                                 |                                 |                                 |                                 |                                 |                                 |  |  |                                             |                                             |                                             |                                             |                                             |                                             |  |  |                                       |                                       |                                       |                                       |                                       |                                       |  |  |                                |                                |                                |                                |                                |                                |  |  |                                   |                                   |                                   |                                   |                                   |                                   |  |  |                                 |                                 |                                 |                                 |                                 |                                 |  |  |                                                                    |                                                                    |                                                                    |                                                                    |                                                                    |                                                                    |  |  |                                             |                                             |                                             |                                             |                                             |                                             |  |  |
|                                  |                                  |                                  |                                  |                                  |                                  |  |  |                                 |                                 |                                 |                                 |                                 |                                 |  |  |                                             |                                             |                                             |                                             |                                             |                                             |  |  |                                       |                                       |                                       |                                       |                                       |                                       |  |  |                                |                                |                                |                                |                                |                                |  |  |                                   |                                   |                                   |                                   |                                   |                                   |  |  |                                 |                                 |                                 |                                 |                                 |                                 |  |  |                                                                    |                                                                    |                                                                    |                                                                    |                                                                    |                                                                    |  |  |                                             |                                             |                                             |                                             |                                             |                                             |  |  |
|                                  |                                  |                                  |                                  |                                  |                                  |  |  |                                 |                                 |                                 |                                 |                                 |                                 |  |  |                                             |                                             |                                             |                                             |                                             |                                             |  |  |                                       |                                       |                                       |                                       |                                       |                                       |  |  |                                |                                |                                |                                |                                |                                |  |  |                                   |                                   |                                   |                                   |                                   |                                   |  |  |                                 |                                 |                                 |                                 |                                 |                                 |  |  |                                                                    |                                                                    |                                                                    |                                                                    |                                                                    |                                                                    |  |  |                                             |                                             |                                             |                                             |                                             |                                             |  |  |
|                                  |                                  |                                  |                                  |                                  |                                  |  |  |                                 |                                 |                                 |                                 |                                 |                                 |  |  |                                             |                                             |                                             |                                             |                                             |                                             |  |  |                                       |                                       |                                       |                                       |                                       |                                       |  |  |                                |                                |                                |                                |                                |                                |  |  |                                   |                                   |                                   |                                   |                                   |                                   |  |  |                                 |                                 |                                 |                                 |                                 |                                 |  |  |                                                                    |                                                                    |                                                                    |                                                                    |                                                                    |                                                                    |  |  |                                             |                                             |                                             |                                             |                                             |                                             |  |  |
| Ingeburg de Suède (1277-1319)    | Ingeburg de Suède (1277-1319)    | Ingeburg de Suède (1277-1319)    | Ingeburg de Suède (1277-1319)    | Ingeburg de Suède (1277-1319)    | Ingeburg de Suède (1277-1319)    |  |  | Éric VI de Danemark (1274-1319) | Éric VI de Danemark (1274-1319) | Éric VI de Danemark (1274-1319) | Éric VI de Danemark (1274-1319) | Éric VI de Danemark (1274-1319) | Éric VI de Danemark (1274-1319) |  |  | Birger Magnusson (1280-1318)                | Birger Magnusson (1280-1318)                | Birger Magnusson (1280-1318)                | Birger Magnusson (1280-1318)                | Birger Magnusson (1280-1318)                | Birger Magnusson (1280-1318)                |  |  | Marthe de Danemark (1277-1341)        | Marthe de Danemark (1277-1341)        | Marthe de Danemark (1277-1341)        | Marthe de Danemark (1277-1341)        | Marthe de Danemark (1277-1341)        | Marthe de Danemark (1277-1341)        |  |  | Erik Magnusson (1282-1318)     | Erik Magnusson (1282-1318)     | Erik Magnusson (1282-1318)     | Erik Magnusson (1282-1318)     | Erik Magnusson (1282-1318)     | Erik Magnusson (1282-1318)     |  |  | Ingeborg Hakonsdatter (1301-1361) | Ingeborg Hakonsdatter (1301-1361) | Ingeborg Hakonsdatter (1301-1361) | Ingeborg Hakonsdatter (1301-1361) | Ingeborg Hakonsdatter (1301-1361) | Ingeborg Hakonsdatter (1301-1361) |  |  | Valdemar Magnusson (~1285-1318) | Valdemar Magnusson (~1285-1318) | Valdemar Magnusson (~1285-1318) | Valdemar Magnusson (~1285-1318) | Valdemar Magnusson (~1285-1318) | Valdemar Magnusson (~1285-1318) |  |  | Kristina Torgilsdotter de 1302 à 1305 puis mariage annulé          | Kristina Torgilsdotter de 1302 à 1305 puis mariage annulé          | Kristina Torgilsdotter de 1302 à 1305 puis mariage annulé          | Kristina Torgilsdotter de 1302 à 1305 puis mariage annulé          | Kristina Torgilsdotter de 1302 à 1305 puis mariage annulé          | Kristina Torgilsdotter de 1302 à 1305 puis mariage annulé          |  |  | Rikissa Magnusdotter (sv) (~1285/1287-1348) | Rikissa Magnusdotter (sv) (~1285/1287-1348) | Rikissa Magnusdotter (sv) (~1285/1287-1348) | Rikissa Magnusdotter (sv) (~1285/1287-1348) | Rikissa Magnusdotter (sv) (~1285/1287-1348) | Rikissa Magnusdotter (sv) (~1285/1287-1348) |  |  |
| Ingeburg de Suède (1277-1319)    | Ingeburg de Suède (1277-1319)    | Ingeburg de Suède (1277-1319)    | Ingeburg de Suède (1277-1319)    | Ingeburg de Suède (1277-1319)    | Ingeburg de Suède (1277-1319)    |  |  | Éric VI de Danemark (1274-1319) | Éric VI de Danemark (1274-1319) | Éric VI de Danemark (1274-1319) | Éric VI de Danemark (1274-1319) | Éric VI de Danemark (1274-1319) | Éric VI de Danemark (1274-1319) |  |  | Birger Magnusson (1280-1318)                | Birger Magnusson (1280-1318)                | Birger Magnusson (1280-1318)                | Birger Magnusson (1280-1318)                | Birger Magnusson (1280-1318)                | Birger Magnusson (1280-1318)                |  |  | Marthe de Danemark (1277-1341)        | Marthe de Danemark (1277-1341)        | Marthe de Danemark (1277-1341)        | Marthe de Danemark (1277-1341)        | Marthe de Danemark (1277-1341)        | Marthe de Danemark (1277-1341)        |  |  | Erik Magnusson (1282-1318)     | Erik Magnusson (1282-1318)     | Erik Magnusson (1282-1318)     | Erik Magnusson (1282-1318)     | Erik Magnusson (1282-1318)     | Erik Magnusson (1282-1318)     |  |  | Ingeborg Hakonsdatter (1301-1361) | Ingeborg Hakonsdatter (1301-1361) | Ingeborg Hakonsdatter (1301-1361) | Ingeborg Hakonsdatter (1301-1361) | Ingeborg Hakonsdatter (1301-1361) | Ingeborg Hakonsdatter (1301-1361) |  |  | Valdemar Magnusson (~1285-1318) | Valdemar Magnusson (~1285-1318) | Valdemar Magnusson (~1285-1318) | Valdemar Magnusson (~1285-1318) | Valdemar Magnusson (~1285-1318) | Valdemar Magnusson (~1285-1318) |  |  | Kristina Torgilsdotter de 1302 à 1305 puis mariage annulé          | Kristina Torgilsdotter de 1302 à 1305 puis mariage annulé          | Kristina Torgilsdotter de 1302 à 1305 puis mariage annulé          | Kristina Torgilsdotter de 1302 à 1305 puis mariage annulé          | Kristina Torgilsdotter de 1302 à 1305 puis mariage annulé          | Kristina Torgilsdotter de 1302 à 1305 puis mariage annulé          |  |  | Rikissa Magnusdotter (sv) (~1285/1287-1348) | Rikissa Magnusdotter (sv) (~1285/1287-1348) | Rikissa Magnusdotter (sv) (~1285/1287-1348) | Rikissa Magnusdotter (sv) (~1285/1287-1348) | Rikissa Magnusdotter (sv) (~1285/1287-1348) | Rikissa Magnusdotter (sv) (~1285/1287-1348) |  |  |
|                                  |                                  |                                  |                                  |                                  |                                  |  |  |                                 |                                 |                                 |                                 |                                 |                                 |  |  |                                             |                                             |                                             |                                             |                                             |                                             |  |  |                                       |                                       |                                       |                                       |                                       |                                       |  |  |                                |                                |                                |                                |                                |                                |  |  |                                   |                                   |                                   |                                   |                                   |                                   |  |  |                                 |                                 |                                 |                                 |                                 |                                 |  |  |                                                                    |                                                                    |                                                                    |                                                                    |                                                                    |                                                                    |  |  |                                             |                                             |                                             |                                             |                                             |                                             |  |  |
|                                  |                                  |                                  |                                  |                                  |                                  |  |  |                                 |                                 |                                 |                                 |                                 |                                 |  |  |                                             |                                             |                                             |                                             |                                             |                                             |  |  |                                       |                                       |                                       |                                       |                                       |                                       |  |  |                                |                                |                                |                                |                                |                                |  |  |                                   |                                   |                                   |                                   |                                   |                                   |  |  |                                 |                                 |                                 |                                 |                                 |                                 |  |  |                                                                    |                                                                    |                                                                    |                                                                    |                                                                    |                                                                    |  |  |                                             |                                             |                                             |                                             |                                             |                                             |  |  |
|                                  |                                  |                                  |                                  |                                  |                                  |  |  |                                 |                                 |                                 |                                 |                                 |                                 |  |  | Magnus Birgersson (1300-1320)               | Magnus Birgersson (1300-1320)               | Magnus Birgersson (1300-1320)               | Magnus Birgersson (1300-1320)               | Magnus Birgersson (1300-1320)               | Magnus Birgersson (1300-1320)               |  |  | ...                                   | ...                                   | ...                                   | ...                                   | ...                                   | ...                                   |  |  | Magnus IV de Suède (1316-1374) | Magnus IV de Suède (1316-1374) | Magnus IV de Suède (1316-1374) | Magnus IV de Suède (1316-1374) | Magnus IV de Suède (1316-1374) | Magnus IV de Suède (1316-1374) |  |  | Euphémia de Suède (1317–1370)     | Euphémia de Suède (1317–1370)     | Euphémia de Suède (1317–1370)     | Euphémia de Suède (1317–1370)     | Euphémia de Suède (1317–1370)     | Euphémia de Suède (1317–1370)     |  |  |                                 |                                 |                                 |                                 |                                 |                                 |  |  | Ingeborg Eriksdatter de 1312 à 1318 (mort de son mari) (1297–1357) | Ingeborg Eriksdatter de 1312 à 1318 (mort de son mari) (1297–1357) | Ingeborg Eriksdatter de 1312 à 1318 (mort de son mari) (1297–1357) | Ingeborg Eriksdatter de 1312 à 1318 (mort de son mari) (1297–1357) | Ingeborg Eriksdatter de 1312 à 1318 (mort de son mari) (1297–1357) | Ingeborg Eriksdatter de 1312 à 1318 (mort de son mari) (1297–1357) |  |  |                                             |                                             |                                             |                                             |                                             |                                             |  |  |
|                                  |                                  |                                  |                                  |                                  |                                  |  |  |                                 |                                 |                                 |                                 |                                 |                                 |  |  | Magnus Birgersson (1300-1320)               | Magnus Birgersson (1300-1320)               | Magnus Birgersson (1300-1320)               | Magnus Birgersson (1300-1320)               | Magnus Birgersson (1300-1320)               | Magnus Birgersson (1300-1320)               |  |  | ...                                   | ...                                   | ...                                   | ...                                   | ...                                   | ...                                   |  |  | Magnus IV de Suède (1316-1374) | Magnus IV de Suède (1316-1374) | Magnus IV de Suède (1316-1374) | Magnus IV de Suède (1316-1374) | Magnus IV de Suède (1316-1374) | Magnus IV de Suède (1316-1374) |  |  | Euphémia de Suède (1317–1370)     | Euphémia de Suède (1317–1370)     | Euphémia de Suède (1317–1370)     | Euphémia de Suède (1317–1370)     | Euphémia de Suède (1317–1370)     | Euphémia de Suède (1317–1370)     |  |  |                                 |                                 |                                 |                                 |                                 |                                 |  |  | Ingeborg Eriksdatter de 1312 à 1318 (mort de son mari) (1297–1357) | Ingeborg Eriksdatter de 1312 à 1318 (mort de son mari) (1297–1357) | Ingeborg Eriksdatter de 1312 à 1318 (mort de son mari) (1297–1357) | Ingeborg Eriksdatter de 1312 à 1318 (mort de son mari) (1297–1357) | Ingeborg Eriksdatter de 1312 à 1318 (mort de son mari) (1297–1357) | Ingeborg Eriksdatter de 1312 à 1318 (mort de son mari) (1297–1357) |  |  |                                             |                                             |                                             |                                             |                                             |                                             |  |  |